# デービー灯

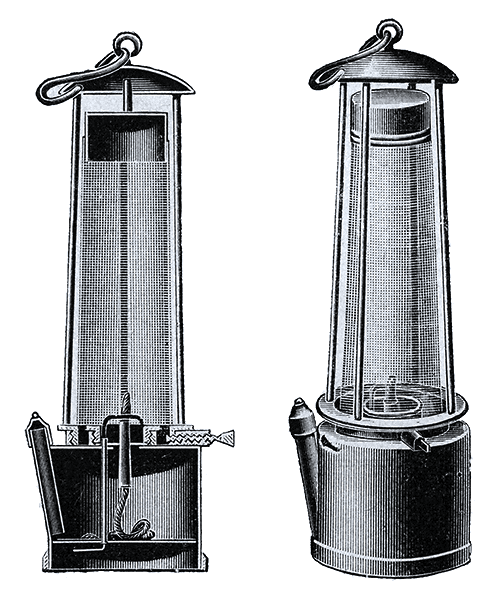
デービー灯の全景

デービー灯（デービーとう、英: Davy lamp）は、可燃性の大気の中で使用される安全灯であり、1815年にイギリスの化学者・発明家であるハンフリー・デービーが発明した。ランプの火を鉄製の細かい網で覆う作りとなっている。メタンや可燃性ガスによる爆発の危険性を減らし、炭鉱の中で使うために開発された。「防火灯（英: firedamp）」, 「炭鉱灯（英: minedamp）」とも呼ばれている。

## 歴史
デービーより前にウィリアム・レイド・クラニー〈アイルランドの医師〉が1813年5月に同様に王立協会で防火灯の発明を発表していたが扱いにくいものだった。
1815年11月3日、デービー灯がニューカッスル・アポン・タインにある王立協会の会議で発表された。そして、6日後の11月9日には論文が公開された。デービー灯の最初のテストはワイヤーの篩をつけて、1816年1月9日にへバーン炭鉱で行われた。デービー灯発明の功績により、1816年にデービーはランフォード・メダルを受賞した。
後年、デービー灯を改良したクラニー灯が発明された。
ちょうどデービーがこの安全灯を開発していた頃、当時鉱山技師をしていたジョージ・スチーブンソンも同様の課題に取り組んでおり、科学的知識のないまま試行錯誤のうえ小さな穴から空気を取り入れるカバーつきのガラス製ランプで可燃性ガスの爆発を防ぐことに成功しており、スチーブンソンのランプ実験はデービーが王立協会に自身のアイデアを公表する１か月前の事であった。この発明の競合は争いとなり、庶民院の委員会において両者とも均等に発明の権利が認められることとして仲裁された。

## デザインと原理

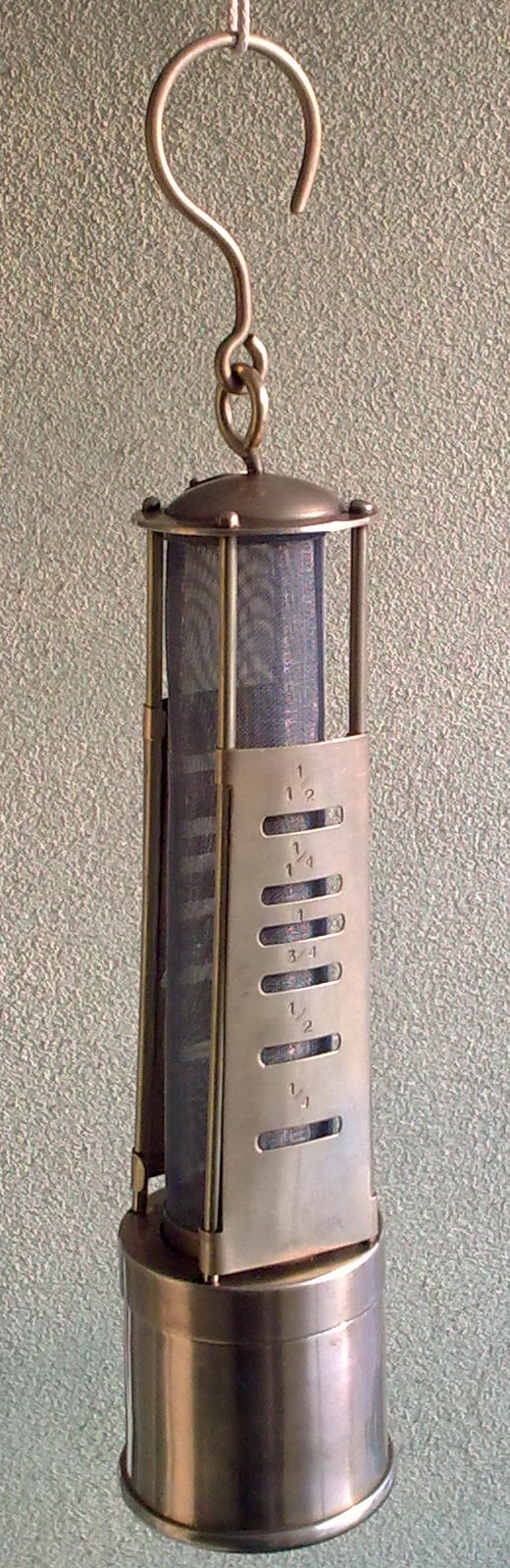
炎の高さを計測できる開き窓が付いた、デービー灯

デービー灯はランプの芯に、炎を閉じ込めるための鉄製の細かい金網が２重に付いた構造になっている。金網は点火防止器の役目を果たす。すなわち 空気あるいは炎を起こす要素であるガスは金網を通過して金網内で燃焼を継続させるが、金網の穴は炎が伝播し外気を点火させないためには十分に細かすぎる大きさであり、ランプ内に侵入するガスにより拡大した炎の熱は金網に奪われるため外部の可燃ガスに点火しない仕組みとなっている。燃料には基本的に植物油を使用する。
デービー灯はガスの有無を確認する試験にも用いられる。可燃性のあるガスが混ざっていると、デービー灯の炎はより高く、青色を帯びて燃焼する。デービー灯には炎の高さを計測できるように鉄製のゲージが備え付けられていた。炭鉱労働者は二酸化炭素のようなガスを検知しやすいよう、地面近くに安全灯を置いた。それは、ガスが空気より重く、炭鉱内に沈んだガスを集めることが容易だったからである。炭鉱内の空気中に含まれる酸素が少ない場合、デービー灯の炎はあっという間に消えてしまう。メタンを含む空気中では、酸素濃度が17 %を下回ると（生命維持は可能な濃度だが）炎が消えるため、ランプは不健康な大気の早期検知と、窒息死する前に脱出することが可能となる。

## 影響
デービー灯の発明は、皮肉にも炭鉱事故の増加に繋がった。デービー灯の普及のため、以前は安全性の理由により閉鎖されていた一部の炭鉱の再開が促進されたためである。労働者は、メタンガスの発生する危険な場所で働くことを余儀なくされた。換気扇によって、坑内のメタンを減少させることは出来ていたが、炭鉱の所有者（経営者）が費用を惜しんだため、坑内に換気装置が備え付けられていなかった事も多かった。1860年に炭鉱内の空気の基準を定める法規ができて、やっと換気装置が取り入れられるようになった。伝統的に炭鉱労働者は自分の装備を会社の店から購入したように、デービー灯もまた経営者負担ではなく、労働者自身で用意しなければならなかった。
炭鉱事故が増加した他の要因として、デービー灯自身の信頼性の欠如もある。剥き出しの金網は傷みやすく、ただ一本のワイヤーが切れたり錆びて壊れたりすると、途端にデービー灯は安全な物でなくなる。新しくて綺麗な物であったとしても、安全灯の火は弱いものであった。後に金網部分の交換を簡便にしたり、本体下部をガラス製にして光量を向上させる等の工夫はなされたものの、19世紀末に電灯が普及するまでは、デービー灯が抱える問題点は完全には解決できずじまいだった。

## 継承者
このランプは現在でもマンチェスターのエクルズ、南ウェールズのアバーデア、インドのコルカタで製造されている。かつての炭鉱の跡地に建てられたスタジアムオブライト（サンダーランドAFC)のチケット売り場の前にはデービー灯のレプリカが設置されている。
2015年にはデービー灯の発明200周年を記念して、ウェールズのレクサムにある旧バーシャム炭鉱の鉱物博物館で、一般の人々がデービー灯を持ち寄って鑑定するイベントが開催された。スコットランドのニュートンレンジにある国立鉱山博物館でも同様のイベントが行われた。2016年、デービー灯の原型が展示されている英国王立研究所では、この発明品を３Dスキャンしてリバースエンジニアリングし、仮想現実を介してよりアクセスしやすいデジタル形式で博物館の訪問者に展示することを決定した。

## 発展資料
- James, F.A.J.L.  How big is a hole?: the problems of the practical application of science in the invention of the miners’ safety lamp by Humphry Davy and George Stephenson in late Regency England Transactions, Newcomen Society 75(2) 2005, 175–227